# チェー

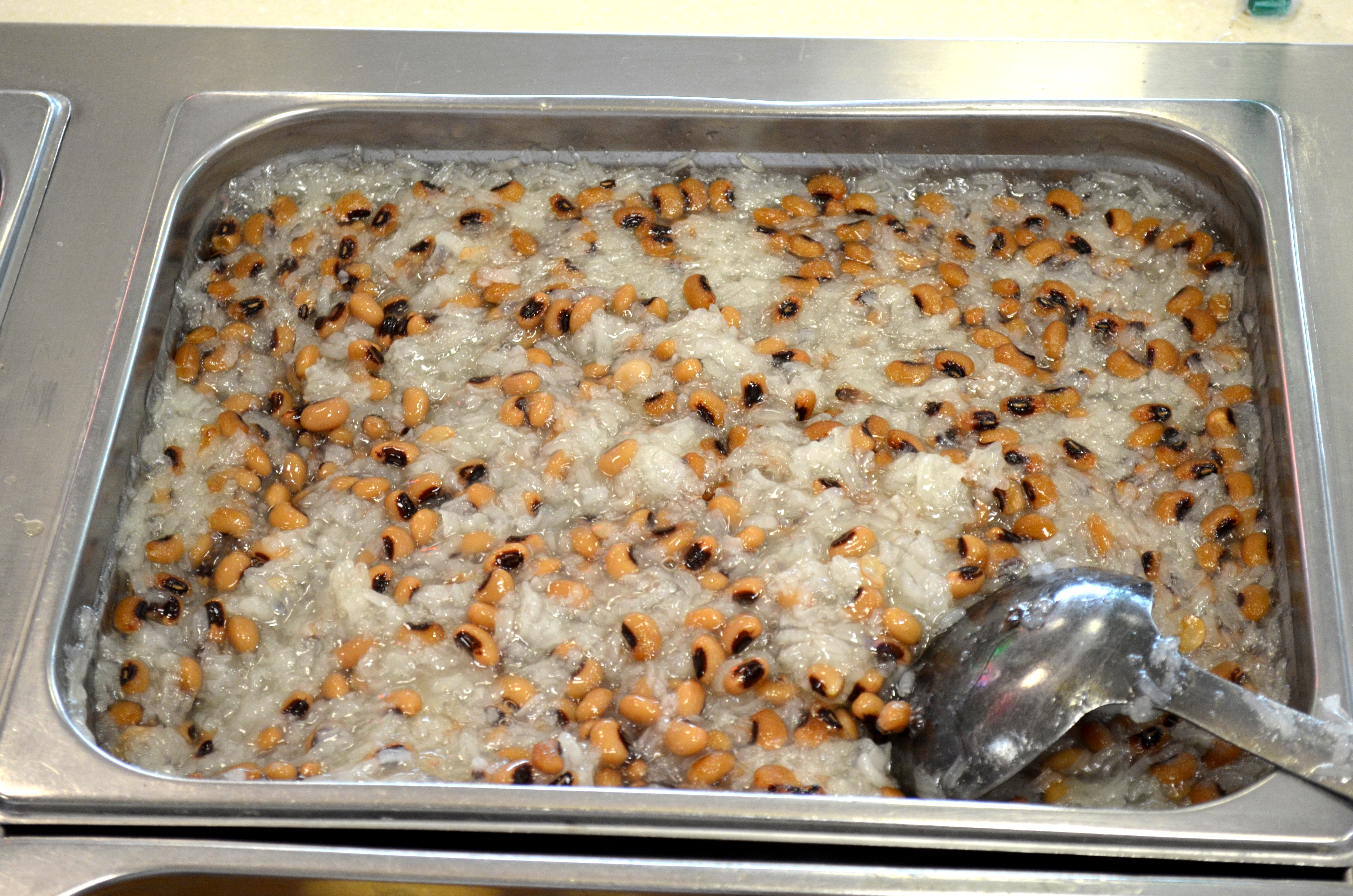
chè đậu trắng

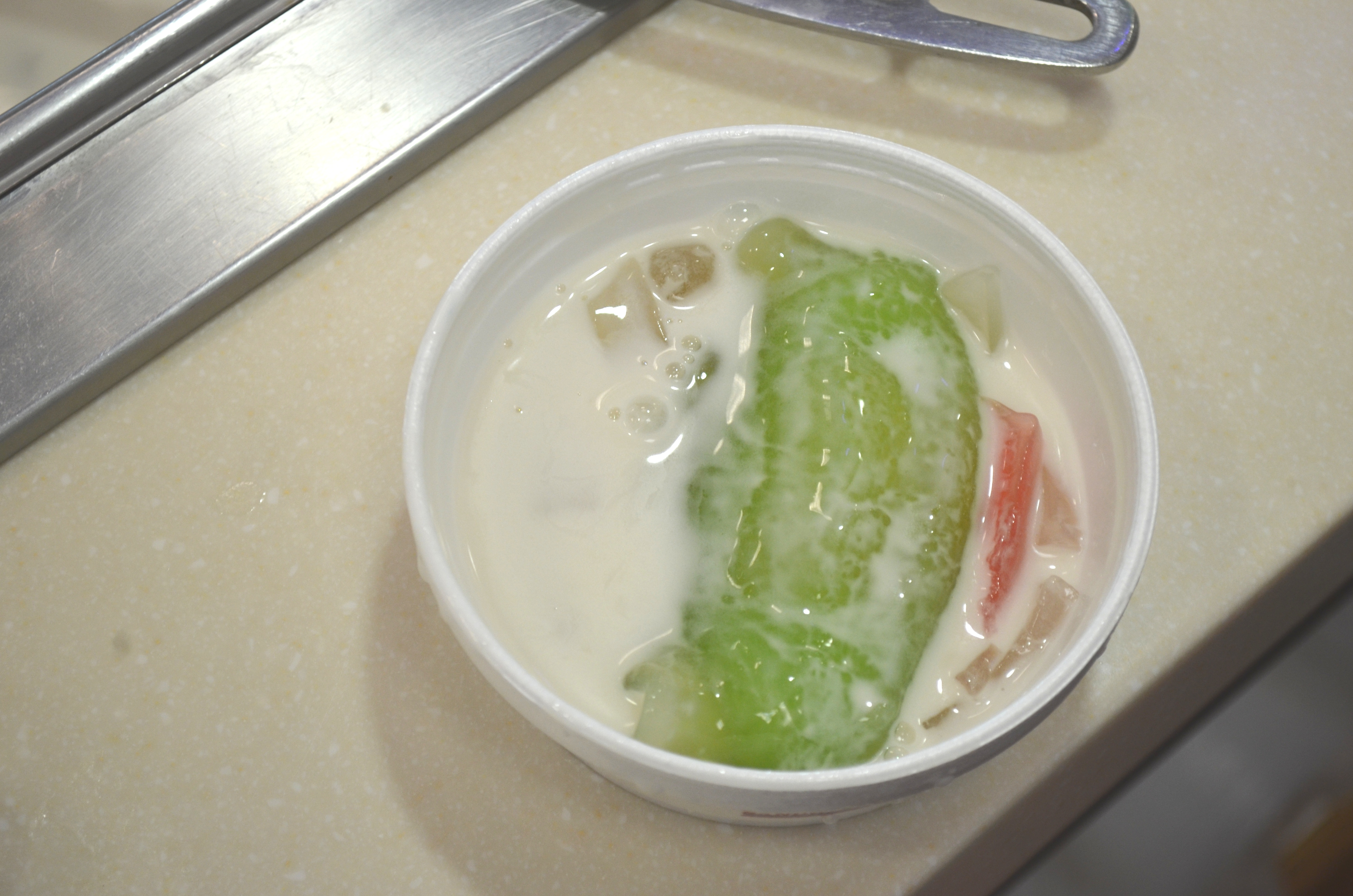
chè bánh xếp

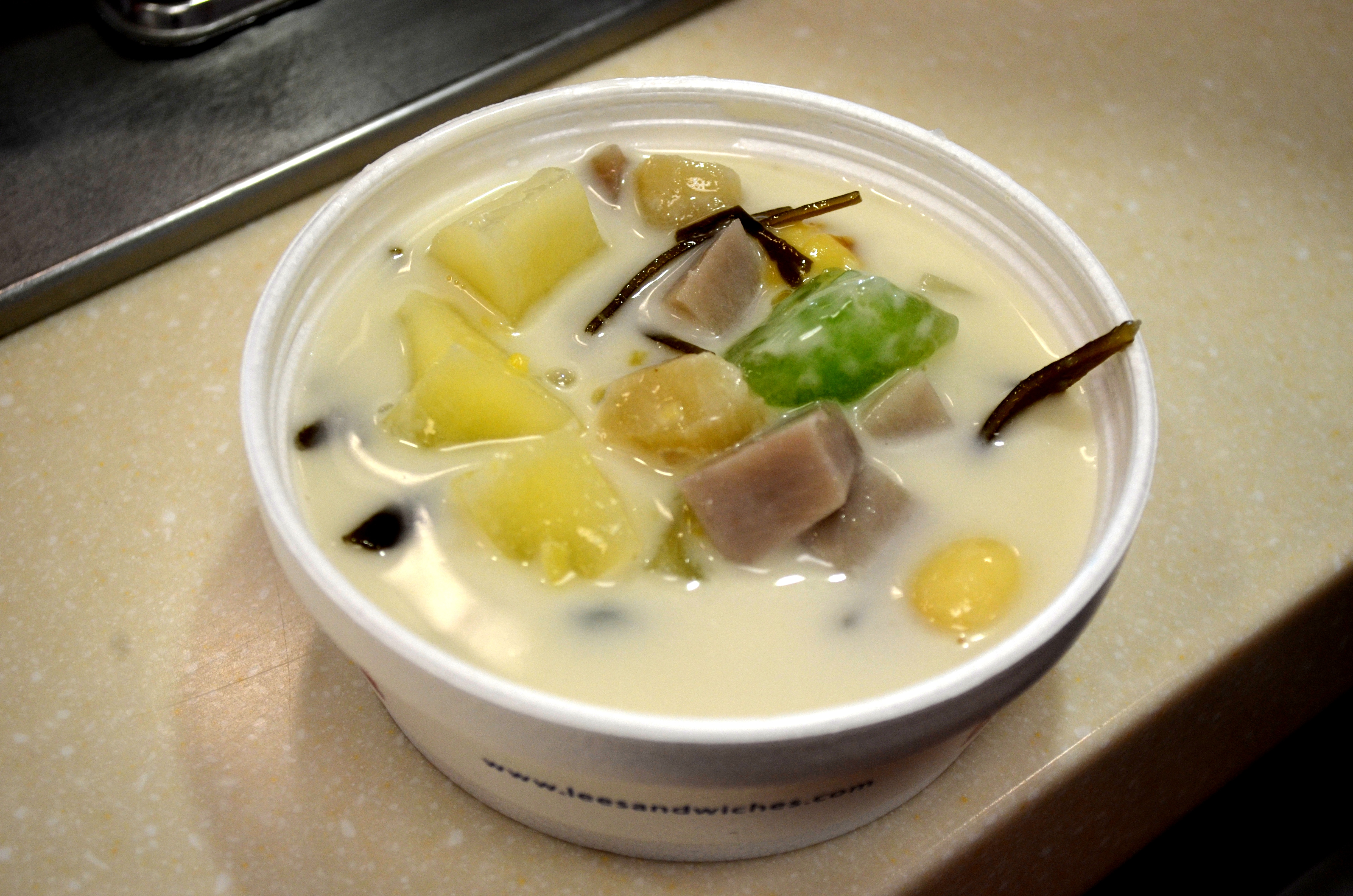
chè thưng

チェー（ベトナム語：Chè / 𥻹）は、ベトナムの伝統的な甘味飲料、デザート、プディングである。

## 概要
リョクトウ、ササゲ、キドニービーン、タピオカ、ゼリーやリュウガン、マンゴー、ドリアン、ライチ、パラミツ等の果物等から様々な種類のチェーが作られる。塩、アロエベラ、蓮の実、ゴマ、サトウヤシ、タロイモ、キャッサバ、パンダンの葉の抽出物が加えられることもある。チェー・チョイ・ヌォックには、ダンプリングが加えられた。チェーはしばしば、豆、塊茎、もち米を水で煮て砂糖で甘味を付けて作られる。ベトナム南部では、ココナッツクリームが飾られることが多い。
スープ状やプディング状、また温かいものや冷たいもの等、幅広い様々な料理にチェーの名称が使われる。チェーという言葉の後に、それぞれの料理を表す語が付けられる。
チェーは家庭で作られるが、プラスチックのカップに入ったチェーはベトナムの雑貨店で良く売られている。
ベトナム北部では、「チェー」という言葉はチャノキを表す言葉としても用いられる。
字喃では、「𥻹(米へんに茶、Unicode:25EF9)」と表記される。この字は「糖」のへんと、音を表す「茶」を合わせたものである。